# Telti
Telti es un municipio situado en el territorio de la Provincia de Sassari, en Cerdeña (Italia).

## Demografía
| Gráfica de evolución demográfica de Telti entre 1861 y 2001 |
|                                                             |
| Fuente ISTAT - elaboración gráfica de Wikipedia             |